# سیانه
سیانه (به صربی: Seljane) یک منطقهٔ مسکونی در صربستان است که در پریژپولجه واقع شده‌است. سیانه ۱۶۸ نفر جمعیت دارد.